# Amblotherium
Amblotherium — вимерлий рід ссавців пізньої юри та ранньої крейди. Типовий вид Amblotherium pusillum походить із формації Лулворт у південній Англії, тоді як згаданий вид Amblotherium gracile походить із стратиграфічних зон 2, 3 і 5 формації Моррісон у США.